# Terrilimosina brevipexa
Terrilimosina brevipexa är en tvåvingeart som beskrevs av Marshall 1987. Terrilimosina brevipexa ingår i släktet Terrilimosina och familjen hoppflugor. Inga underarter finns listade i Catalogue of Life.